# Mundial 2006 (historieta)
Mundial 2006 es una historieta del dibujante de cómics español Francisco Ibáñez. 

## Sinopsis
Los agentes de la T.I.A. Mortadelo y Filemón se infiltran en la selección española como sanitarios para investigar sospechas de que uno de los equipos participantes en la Copa del Mundo que se celebra en Alemania podría estar, en realidad, formado por extraterrestres enviados como avanzadilla para invadir la Tierra.[cita requerida].
- Datos: Q9035747